# Memory (romanzo)
Memory è un romanzo di fantascienza della scrittrice statunitense Lois McMaster Bujold. Pubblicato nel 1996, è l'ottavo romanzo del ciclo dei Vor.

## Trama
Durante una missione con i mercenari Dendarii, Miles Vorkosigan è vittima di un attacco epilettico proprio durante le fasi principali dello scontro. A causa di questa crisi il corriere barrayarano che doveva essere recuperato nella missione viene gravemente ferito. Miles aveva avuto altri attacchi in precedenza, ma non vi aveva dato troppo peso perché i medici lo avevano rassicurato che sarebbero passati col tempo, essendo solo effetti transitori dovuti all'ibernazione.
Nel fare rapporto sulla vicenda Miles decide di mentire e addebitare l'incidente ad un difetto di fabbricazione dell'arma, temendo che la scoperta delle sue condizioni di salute possa avere gravi ripercussioni sulla propria carriera. 
Sfortunatamente la presenza di alcuni testimoni obbliga Miles a confessare la sua condizione in presenza del capo della sicurezza imperiale Simon Illyan, che è disposto ad evitargli la corte marziale per il rapporto falso a condizione che egli accetti un congedo per inidoneità medica. Miles è costretto ad accettare vedendo cancellati tutti gli anni al servizio dell'imperatore, inoltre dovrà rinunciare anche alla flotta Dendarii per evitare di incappare nell'ulteriore accusa di alto tradimento, visto che essendo ora un civile gli è proibito comandare una forza armata.
Costretto all'inattività Miles cade in depressione e si dedica agli eventi mondani, durante uno di questi assiste all'incontro tra l'imperatore Gregor e la dottoressa Laisa Toscane. I due si trovano reciprocamente attraenti e in breve si fidanzano. Proprio in questa fase cruciale per la sicurezza imperiale Illyan inizia a comportarsi in modo strano, ha continue confusioni di memoria, rievocando eventi passati come se li stesse vivendo in quel momento. Miles è tra i primi a notare la cosa e la segnala ai suoi superiori, in particolare a Lucas Haroche, il vice di Illyan.
La ragione dei problemi mentali di Illyan è in un chip di memoria che gli era stato inserito decenni prima e che ora si è deteriorato, dopo l'estrazione del chip si scopre che il direttore della sicurezza imperiale era stato avvelenato tramite un batterio specifico che ha danneggiato l'impianto nel suo cervello.
Miles vorrebbe incontrare il suo ex mentore Illyan, specie dopo aver saputo che questi chiede costantemente di lui durante il suo ricovero, ma viene per contro scacciato da Haroche che non vuole che lo incontri e gli nega ogni contatto. Esasperato dai continui rifiuti Miles chiede a Gregor di affiancargli un Lord Ispettore (una carica temutissima che concede poteri di accesso quasi illimitati a chi la detiene) ma nessun ispettore è disponibile e pertanto Gregor prende l'iniziativa e nomina lo stesso Miles al ruolo di Lord Ispettore temporaneo.
Grazie ai suoi nuovi poteri Miles riesce a scoprire che Haroche sospettava proprio di lui a causa di alcune registrazioni dell'archivio in cui si tentava di incastrarlo. Miles inizialmente deve discolparsi e una volta caduto ogni dubbio sulla sua colpevolezza conduce l'indagine per trovare il vero colpevole. Alla fine si scopre che ad ordire il complotto contro Simon Illyan era stato proprio il suo vice, spinto da invidia e dal timore che Miles potesse scavalcarlo come nuovo direttore dopo il pensionamento di Illyan.
Fatta luce sulla verità Miles deve rassegnarsi alla perdita dei Dendarii ma riceve da Gregor il ruolo di Lord Ispettore a titolo definitivo.

## Edizioni
- Lois McMaster Bujold, Cetaganda, traduzione di Gianluigi Zuddas, collana Cosmo Oro n° 167, Editrice Nord, 1997,  p. 434, ISBN 8842909912.